# Hooters Road Trip
Hooters Road Trip è un videogioco di guida sviluppato dalla Hoplite Research, una compagnia fondata da Manny Granillo, e pubblicato dalla Ubisoft per PC e PlayStation il 25 marzo 2002. È uno degli ultimi giochi della prima PlayStation, ed è stato prodotto su licenza della catena di ristoranti Hooters, contenendo, tra l'altro, immagini e videomontaggi fatti al computer delle cameriere iconiche dei ristoranti.

## Accoglienza
| Testata                              | Versione | Giudizio |
| ------------------------------------ | -------- | -------- |
| Metacritic (media al 31 agosto 2020) | PC       | 22/100   |
| Metacritic (media al 31 agosto 2020) | PS1      | 30/100   |
| CGW                                  | PC       | [ 4 ]    |
| EGM                                  | PS       | 4/10     |
| Game Informer                        | PS       | 2/10     |
| GameSpot                             | PS       | 2.5/10   |
| Gamezone                             | PC       | 5/10     |
| Gamezone                             | PS       | 4/10     |
| IGN                                  | PC       | 2/10     |
| OPM (US)                             | PS       | [ 11 ]   |
| PC Gamer                             | PC       | 18%      |
| Maxim                                | PS       | 4/10     |

Hooters Road Trip ha ricevuto un'accoglienza assai sfavorevole stando al sito web Metacritic. Game Informer lo ha considerato tra i peggiori video giochi mai fatti nella storia. Tra i punti negativi, la critica e il pubblico ne ha trovato la grafica, gli ambienti, i controlli pessimi e la scarsa intelligenza artificiale.